# Kanton Tavernes
Der Kanton Tavernes war bis 2015 ein französischer Wahlkreis im Arrondissement Brignoles, im Département Var und in der Region Provence-Alpes-Côte d’Azur; sein Hauptort war Tavernes. Vertreter im Generalrat des Départements war zuletzt von 2011 bis 2015 Louis Reynier (parteilos).
Der Kanton lag im Mittel auf 500 Meter Höhe. Der tiefste Punkt lag mit 267 m in Sillans-la-Cascade, der höchste mit 982 m in Moissac-Bellevue.

## Gemeinden
Der Kanton bestand aus sieben Gemeinden:
| Gemeinde             | Einwohner Jahr | Fläche km² | Bevölkerungsdichte | Code INSEE | Postleitzahl |
| -------------------- | -------------- | ---------- | ------------------ | ---------- | ------------ |
| Artignosc-sur-Verdon | 319 (2013)     | 18,53      | 17 Einw./km²       | 83005      | 83630        |
| Fox-Amphoux          | 496 (2013)     | 40,76      | 12 Einw./km²       | 83060      | 83670        |
| Moissac-Bellevue     | 304 (2013)     | 20,59      | 15 Einw./km²       | 83078      | 83630        |
| Montmeyan            | 590 (2013)     | 39,43      | 15 Einw./km²       | 83084      | 83670        |
| Régusse              | 2.306 (2013)   | 35,3       | 65 Einw./km²       | 83102      | 83630        |
| Sillans-la-Cascade   | 715 (2013)     | 20,17      | 35 Einw./km²       | 83128      | 83690        |
| Tavernes             | 1.329 (2013)   | 31,15      | 43 Einw./km²       | 83135      | 83670        |